# BBC Koncertzenekar
A BBC Koncertzenekar (BBC Concert Orchestra) londoni székhelyű brit együttes, a BBC (British Broadcasting Corporation) öt rádiózenekarának egyike. Az ötventagú együttes a BBC zenekarai közül az egyedüli nem teljes létszámú szimfonikus zenekar. A zenekar elsődleges feladata rádióközvetítéseken való részvétele, szerepkörébe a klasszikus zenétől a könnyűzenéig (popzene, jazz, operett) sokféle műfaj tartozik. 1953 óta a világ leghosszabb, jelenleg is sugárzott, élő rádiókoncertjeinek, a BBC Friday Night is Music Night programjainak állandó zenekara.
Az együttes elődje az 1931-ben alakult, bedfordi székhelyű  BBC Theatre Orchestra volt, ez a zenekar operaelőadásokon is részt vett, ill. alkalmanként BBC Opera Orchestra néven is fellépett, 1949. augusztusában pedig már hivatalosan is ezen a néven szerepelt. Ugyanakkor 1952-ben feloszlatták ezt az együttest, majd ezt követően tagjaiból alakult meg az immár londoni székhelyű BBC Koncertzenekar.
1972-ig az együttes székhelye a Camden Theatre volt, majd 1972 és 2004 között az akkor még a BBC-hez tartozó, stúdióépületként és koncerthelyszínként működő Golders Green Hippodrome. A zenekar rendszeresen fellép a Royal Festival Hallban és a népszerű londoni The Proms koncertjein, valamint folyamatosan ad koncerteket az Egyesült Királyságban.

## Vezető karmesterek
- Gilbert Vinter (1952–1953)
- Charles Mackerras (1954–1956)
- Vilem Tausky (1956–1966)
- Marcus Dods (1966–1970)
- Ashley Lawrence (1970–1989)
- Barry Wordsworth (1989–2006)
- Keith Lockhart (2010–2017)[1][2]
- Bramwell Tovey (2018–2022)[3][4]
- Anna-Maria Helsing (2023–)

## Külső hivatkozások
- A BBC Koncertzenekar hivatalos honlapja

## Fordítás
Ez a szócikk részben vagy egészben  a    BBC Concert Orchestra  című angol Wikipédia-szócikk ezen változatának fordításán alapul.  Az eredeti cikk szerkesztőit annak laptörténete sorolja fel. Ez a jelzés csupán a megfogalmazás eredetét és a szerzői jogokat jelzi, nem szolgál a cikkben szereplő információk forrásmegjelöléseként.